# هیدرودآلکیلاسیون
هیدرودآلکیلاسیون (Hydrodealkylation) عبارت است از یک فرایند شیمیایی که اغلب واکنش یک هیدروکربن آروماتیک مانند تولوئن در آن روی می‌دهد. این واکنش در حضور گاز هیدروژن انجام می‌شود تا یک هیدروکربن آروماتیک ساده‌تر بدون گروه عاملی تشکیل شود. یک نمونه از این واکنش‌ها، تبدیل ۱٬۲٬۴-تری‌متیل‌بنزن به زایلیل است. این واکنش معمولاً در فشار و دمای بالا یا در حضور یک کاتالیزگر که معمولاً یک فلز واسطه مانند کروم یا مولیبدن است، صورت می‌گیرد.

## مثال
تولوئن هیدرودآلکیلاسیون بنزن